# Adoretus jarkandus
Adoretus jarkandus är en skalbaggsart som beskrevs av Ohaus 1930. Adoretus jarkandus ingår i släktet Adoretus och familjen Rutelidae. Inga underarter finns listade i Catalogue of Life.